# Ibn Fadlán

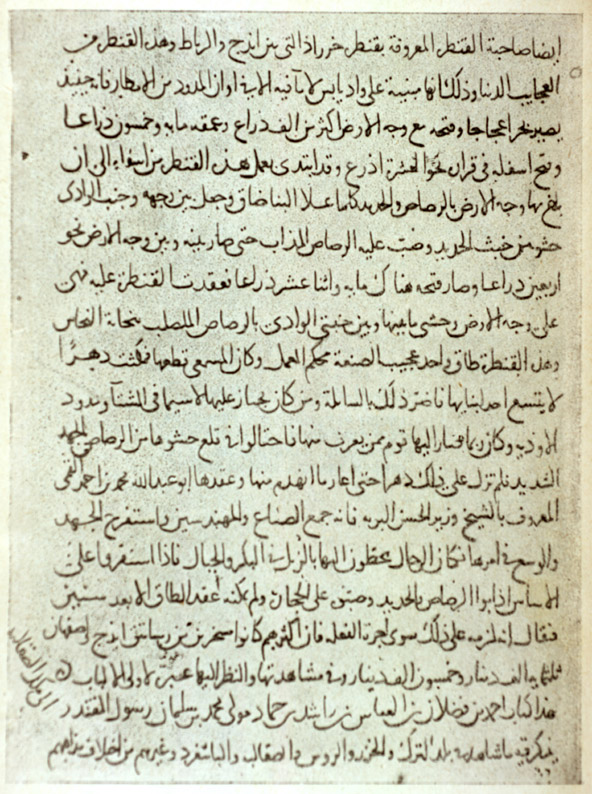
Rukopis Ibn Fadlānových zápisků

Ahmad ibn Fadlān ibn al-Abbās ibn Rāšid ibn Hammād (arabsky أحمد بن فضلان بن العباس بن راشد بن حماد) (první polovina 10. století) byl arabský diplomat, který navštívil s chalífovým poselstvem Volžské Bulharsko a zanechal podrobné zprávy o jeho geografických a etnických poměrech a také o historii.

## Cesta arabského poselstva do Bulgaru
Počátkem 10. století se Šilkiův syn, chán Almıš, vládce Volžského Bulharska, (části území Kara Prabulharu a Onogurie) které bylo tehdy kvetoucí zemí, rozhodl zbavit závislosti na chazarské říši. Požádal proto o pomoc bagdádského chalífu al-Muktadira a slíbil mu, že přijme islám. Chalífa vypravil roku 921 do hlavního bulharského města Bulgaru početné poselstvo o pěti tisících členech. V jeho čele stál jakýsi Susán ar-Rasí, jehož sekretářem se stal urozený Ibn Fadlán.
Poselstvo cestovalo jako karavana na koních a velbloudech. Z Bagdádu zamířilo do Mervu a Buchary a přes říši Chorézm do Bulharska. Ke svému cíli dorazilo v květnu 921, o zpáteční cestě není nic známo. Svého cíle dosáhlo, neboť Almıš a vládnoucí bulharská elita přijala a uzákonila za státní náboženství islám.

## Risale
Ibn Fadlánovy Risale - Zápisky, které na základě této cesty vznikly, jsou nejoriginálnějším arabským zdrojem informací o východní Evropě v 10. století a zároveň nepostrádají jisté literární kvality. Kromě popisu Volžského Bulharska a jeho obyvatel obsahují také velmi důležité zprávy o Varjazích, švédských vikinzích, kteří sem připlouvali po Volze za obchodem. Ibn Fadlán popisuje jejich život a obyčeje.
Zápisky byly hojně čteny a přepisovány. Informace o obyvatelstvu severní části východní Evropy z nich pravděpodobně čerpaly také pozdější arabští a perští autoři. Vznikla také zkrácená varianta Zápisků. Do našich dnů se dochovaly v rámci jiných prací, a to ne zcela kompletní, jejich závěrečná část byla ztracena.

## Ibn Fadlán v kultuře
Podle Ibn Fadlánových Zápisků napsal známý americký spisovatel Michael Crichton román Pojídači mrtvých, podle kterého byl roku 1999 natočen film Vikingové. Ibn Fadlána v něm ztvárnil Antonio Banderas. Román, který je charakterizován jako „poutavý cestovní deník, akční historický román i horor“ s prvky sci-fi, vydalo v českém jazyce již dvakrát nakladatelství Baronet (1994, 2005). Vzhledem k tomu, že se závěrečné pasáže Ibn Fadlánových Zápisků nedochovaly, a proto není známo, jak se poselstvo dostalo nazpět do Bagdádu, popustil Crichton notně stavidla své fantazie a nechal arabského diplomata projít ve společnosti Vikingů mnohými dobrodružstvími. 

Původní ibn Fadlánův cestopis redigoval a vydal i s obrazovou přílohou a úvodní studií vědecký pracovník Akademie věd Ondřej Beránek, bývalý ředitel zdejšího Orientálního ústavu.